# Cheilotoma
Cheilotoma (лат.) — род жуков (Coleoptera) из подсемейства клитрин (Clytrinae) в семействе листоедов (Chrysomelidae).

## Описание
Тело жуков синее или зелёное с металлическим отливом. Щёки длинные. Вершинные усики пиловидные. У самцов передние голени прямые.

## Перечень видов
Включает 7 видов:
- Cheilotoma beldei Kasap, 1984
- Cheilotoma erythrostoma Faldermann, 1837
- Cheilotoma fulvicollis Sahlberg, 1913
- Cheilotoma musciformis (Goeze, 1777)
- Cheilotoma voriseki Medvedev et Kantner, 2003

## Распространение
Встречается в Средиземноморье, Центральной Азии и Сибири.